# Stacja Muzeum

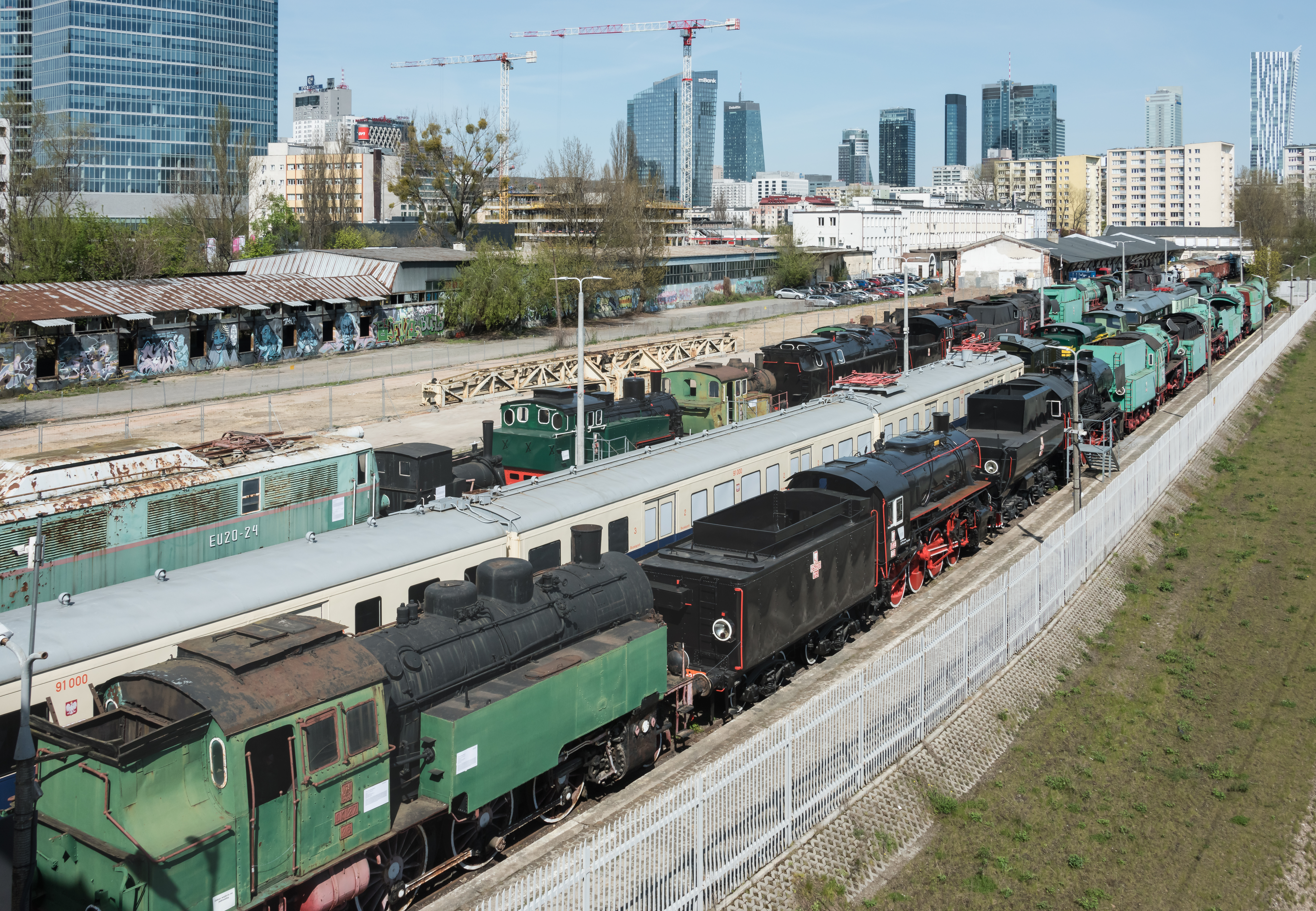
Ekspozycja plenerowa

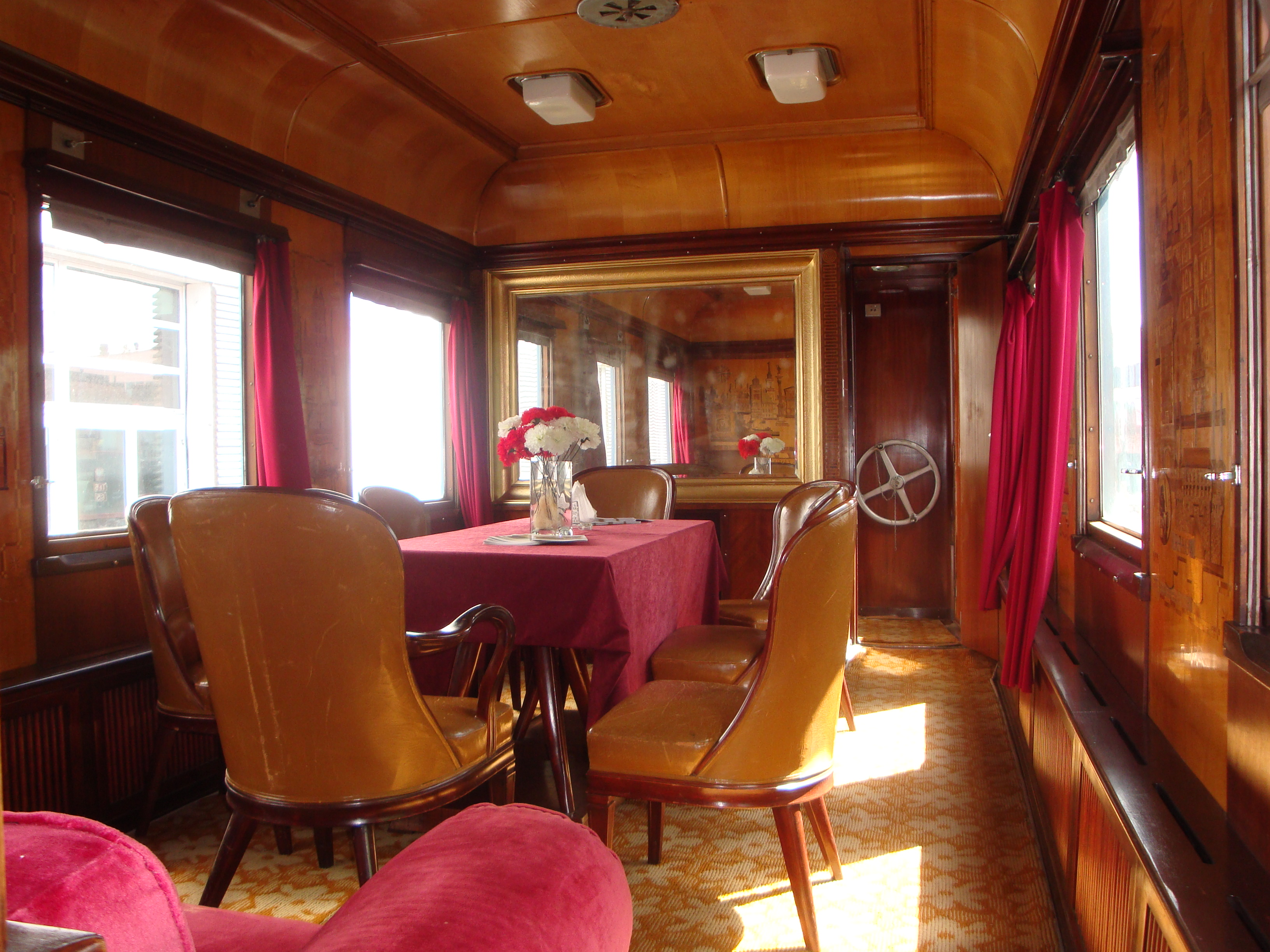
Salonka Ashx01

Stacja Muzeum – samorządowa instytucja kultury z siedzibą w Warszawie powołana w 2015 przez Samorząd Województwa Mazowieckiego i Polskie Koleje Państwowe.
Stacja Muzeum przejęła zbiory i siedzibę po zlikwidowanym z końcem marca 2016 Muzeum Kolejnictwa w Warszawie. Prowadzi swoją działalność na terenie dawnego dworca Warszawa Główna znajdującego się przy ul. Towarowej 3.

## Historia
Placówka kontynuuje działalność Muzeum Kolejnictwa w Warszawie.
Według pierwotnych zamierzeń, zawartych w liście intencyjnym z 15 lipca 2014, miało powstać Centrum Komunikacji i Techniki, współprowadzone przez województwo mazowieckie, Miasto Stołeczne Warszawę, PKP S.A. oraz Naczelną Organizację Techniczną. Ostatecznie 15 czerwca 2015 uchwałą Sejmiku Województwa Mazowieckiego powołano placówkę pod nazwą Stacja Muzeum, a także nadania jej statutu. Oficjalne otwarcie nastąpiło w Noc Muzeów 14 maja 2016 roku.
Polskie Koleje Państwowe nie wywiązały się z umowy. W 2018 spółka poinformowała, że przygotowania do inwestycji na Odolanach zostały zamknięte i wystąpiły do Zarządu Województwa Mazowieckiego o usunięcie eksponatów z terenu dworca Warszawa Główna Osobowa.
W związku z odbudową stacji Warszawa Główna Osobowa, w celu zwolnienia dwóch torów w czerwcu 2019 zakończono przetaczanie 40 zabytkowych pojazdów szynowych na równoległe tory znajdujące się bliżej budynku muzeum.

## Oddział w Sochaczewie
Muzeum Kolei Wąskotorowej w Sochaczewie, filia Stacji Muzeum w Warszawie, zlokalizowane jest na terenie dawnej stacji Sochaczewskiej Kolei Dojazdowej. Jego zbiory to 170 jednostek taboru wąskotorowego, a także kolekcje historycznych fotografii, mundurów kolejowych, latarek, modeli, dokumentów, biletów, pieczątek, przedmiotów dokumentujących codzienne życie kolei wąskotorowych w Polsce. Unikat wśród jednostek taborowych stanowi najstarszy zachowany parowóz w Polsce (1882), zabytkowy parowóz z 1929 – Px29-1704 Parowóz wraz z wagonami jeździ w letnie weekendy 18-kilometrową trasą z Sochaczewa, przez Brochów, aż do Puszczy Kampinoskiej.

## Dyrektorzy
- 2016 (IV-VII) – Paweł Szczerbakow
- X 2016 − X 2023 – Joanna Kazimierska
- od XI 2023 − Emilia Oleksiak

## Zbiory

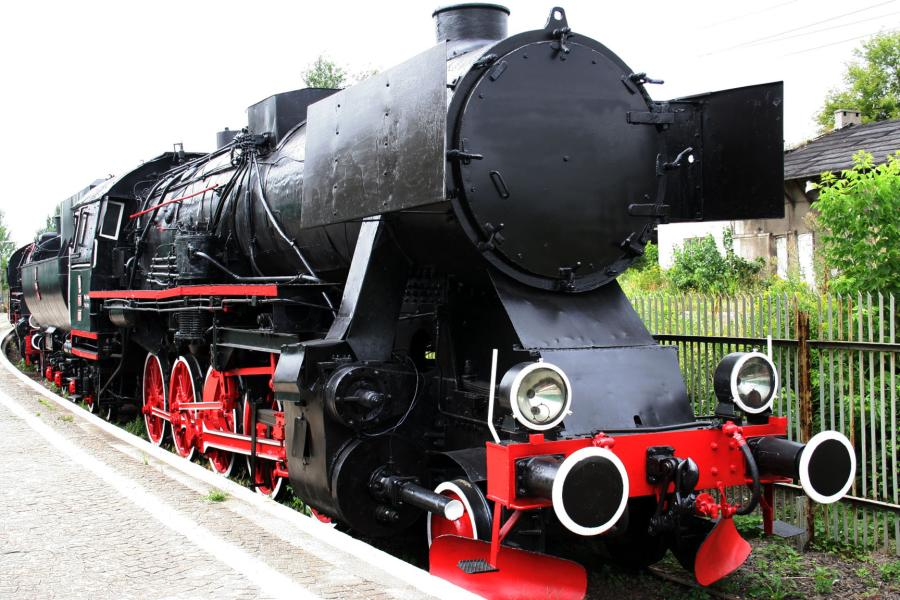
Lokomotywa parowa Ty42-120

Stacja Muzeum przejęła zbiory po zlikwidowanym Muzeum Kolejnictwa w Warszawie. Gromadzi zabytki techniki kolejowej, takie jak tabor kolejowy, elementy infrastruktury kolejowej, a także pamiątki związane z historią kolejnictwa w Polsce m.in.: mapy kolejowe, modele i makiety kolejowe, sztandary stowarzyszeń pracowników kolejowych z okresu międzywojennego, zegary i zegarki, lampy, telefony i mundury kolejowe, dokumenty, fotografie itp.
Do najcenniejszych zbiorów zalicza się wagon salonowy Ashx 01 (w latach 1947–1952 wykorzystywany przez prezydenta Bolesława Bieruta), pociąg pancerny składający się z lokomotywy pancernej PzTrWg16 i wagonu artyleryjskiego oraz jedyny zachowany na świecie parowóz serii Pm3 w otulinie aerodynamicznej.

## Ekspozycja plenerowa
Ekspozycja plenerowa to kolekcja lokomotyw.
| Rodzaj pojazdu                       | Producent                                                            | Układ osi | Numer fabryczny i rok produkcji |
| ------------------------------------ | -------------------------------------------------------------------- | --------- | ------------------------------- |
| Lokomotywa parowa Pm3-5              | Borsig Lokomotiv-Werke GmbH, Berlin-Hennigsdorf                      | 2’C1’     | 14926/1940                      |
| Lokomotywa parowa Os24-7             | Fablok Chrzanów                                                      | 2’D       | 147/1926                        |
| Lokomotywa parowa Pm2-34             | Berliner Maschinenbau AG vormals L. Schwartzkopff (BMAG)             | 2’C1’     | 10629/1936                      |
| Lokomotywa parowa Ol49-21            | Fablok Chrzanów                                                      | 1’C1’     | 2623/1952                       |
| Lokomotywa parowa Ty42-120           | Fablok Chrzanów                                                      | 1’E       | 1604/1946                       |
| Lokomotywa parowa Tr203-451          | Lima Locomotive Works (USA)                                          | 1’D       | 8739/1945                       |
| Lokomotywa parowa OKl27-26           | HCP Poznań                                                           | 1’C1’     | 223/1931                        |
| Lokomotywa parowa Ty2-572            | F. Schichau GmbH, Maschinen- und Lokomotivfabrik, Elbląg             | 1’E       | 3993/1943                       |
| Lokomotywa parowa Pu29-3             | HCP Poznań                                                           | 2’D1’     | 200/1931                        |
| Lokomotywa parowa Pt47-104           | HCP Poznań                                                           | 1’D1’     | 1302/1949                       |
| Lokomotywa parowa Ty43-17            | HCP Poznań                                                           | 1’E       | 1045/1947                       |
| Lokomotywa parowa Ty51-228           | HCP Poznań                                                           | 1’E       | 2627/1958                       |
| Lokomotywa parowa TKt48-36           | HCP Poznań                                                           | 1’D1’     | 1562/1951                       |
| Lokomotywa parowa TKh1-13            | Orenstein & Koppel AG, Berlin-Drewitz                                | C         | 9336/1920                       |
| Lokomotywa bezpaleniskowa TKbb 10282 | Hanomag – Hannoversche Maschinenbau AG, Hannover-Linden              | B         | 10282/1924                      |
| Lokomotywa parowa TKp 4147           | Société Anonyme des Ateliers de Construction de la Meuse, Sclessin   | D         | 4147/1942                       |
| Lokomotywa parowa Tr6-39             | Linke Hofmann Lauchhammer AG, Wrocław                                | 1’D       | 2616/1923                       |
| Lokomotywa parowa TKz 211            | Borsig Lokomotiv-Werke GmbH, Berlin-Hennigsdorf                      | 1’E1’     | 14714/1938                      |
| Lokomotywa parowa TKl100-16          | Borsig Lokomotiv-Werke GmbH, Berlin-Hennigsdorf                      | 1’C1’     | 14528/1934                      |
| Lokomotywa parowa TKi3-119           | Union Giesserei, Królewiec                                           | 1’C       | 2049/1913                       |
| Lokomotywa parowa TKc100-1           | Henschel & Sohn, Cassel/A. Borsig, Berlin-Tegel                      | 1’B       | 3838/1893 (1927)                |
| Lokomotywa parowa Oi1-29             | Berliner Maschinenbau AG, vormals L. Schwartzkopff (BMAG)            | 1’C       | 3450/1905                       |
| Lokomotywa parowa OKo1-3             | Vulcan, Szczecin                                                     | 2’C2’     | 3610/1920                       |
| Lokomotywa parowa OKi1-28            | A. Borsig, Berlin-Tegel                                              | 1’C       | 5424/1904                       |
| Lokomotywa parowa OKa1-1             | Friedrich Krupp AG, Lokomotivfabrik Essen                            | 1A1’      | 1197/1931                       |
| Lokomotywa parowa TKb 129            | Hohenzollern AG für Locomotivbau, Düsseldorf                         | B         | 129/1880                        |
| Lokomotywa pancerna PzTrWg16         | Orenstein & Koppel                                                   | D         | 21304/1942                      |
| Lokomotywa spalinowa ST44-001        | Łuhanśkyj Tiepłowozobudiwnyj Zawod                                   | Co’Co’    | 053/1965                        |
| Lokomotywa spalinowa SM41-190        | Ganz-MÁVAG, Budapeszt                                                | Bo’Bo’    | 986/1966                        |
| Lokomotywa spalinowa SM15-017        | Fablok Chrzanów                                                      | B’B’      | 7060/1965                       |
| Lokomotywa spalinowa SM25-002        | Fablok Chrzanów                                                      | C         | 5427/1962                       |
| Lokomotywa elektryczna EU20-24       | VEB Lokomotivbau-Elektrotechnische Werke „Hans Beimler”, Hennigsdorf | Co’Co’    | 7817/1957                       |
| Lokomotywa elektryczna EP02-02       | Pafawag Wrocław                                                      | Bo’Bo’    | 1E-02/1954                      |
| Lokomotywa elektryczna ET21-66       | Pafawag Wrocław                                                      | Co’Co’    | 3E-80/1960                      |